# Geolycosa natalensis
Geolycosa natalensis este o specie de păianjeni din genul Geolycosa, familia Lycosidae, descrisă de Roewer, 1960. Conform Catalogue of Life specia Geolycosa natalensis nu are subspecii cunoscute.